# Niels Vandeputte
Niels Vandeputte (* 19. September 2000 in Malle) ist ein belgischer Radrennfahrer, der auf Cyclocross spezialisiert ist.

## Sportlicher Werdegang
Als Junior und in der U23 fiel Vandeputte seit der Saison 2017/2018 mit Siegen und guten Platzierungen im UCI-Cyclocross-Weltcup und anderen prestigereichen belgischen Rennen auf. Er praktizierte auch Mountainbikesport und war 2018 belgischer Junioren-Meister im Cross-Country XCO, gab diese Aktivitäten aber bald zugunsten des Cyclocross auf.
Ende 2020 war Vanderputte Stagiaire bei Alpecin-Fenix und wurde in der folgenden Saison in dessen Entwicklungsteam übernommen. Sein Fokus blieb jedoch auf dem Querfeldeinsport, wo er bei den Europameisterschaften Zweiter im Sprint hinter Ryan Kamp wurde.
In der Elite konnte Vanderputte sich zweimal auf dem Podium eines Weltcups platzieren, 2022 und 2023 jeweils in Val di Sole. Seinen ersten Sieg in einem Klassementscross erzielte er Anfang 2024 beim Krawatencross in der X²O Badkamers Trofee; Ende des Jahres siegte er beim Weltcup in Hulst. Ohne ein Rennen zu gewinnen, aber mit konstant guten Leistungen holte er die Gesamtwertung der Superprestige-Serie 2024/2025. Seine beste Platzierung bei Weltmeisterschaften war der siebte Platz 2023 in Hoogerheide.
Während der Sommersaison war Vandeputte im Straßenradsport regelmäßig für sein Team aktiv. Sein erster Erfolg war ein Etappengewinn beim bretonischen Kreiz Breizh Elites 2024.

## Erfolge

### Cyclocross
2017/2018
Weltcup (Junioren) – Hoogerheide
2019/2020
Weltcup (U23) – Koksijde
2021/2022
 Europameisterschaften (U23)
2023/2024
X²O Trofee – Lille
2024/2025
Weltcup – Hulst
Superprestige – Gesamtwertung
X²O Trofee – Hamme

### Mountainbike
2018
 Belgischer Meister (Junioren) – Cross-Country XCO

### Straße
2024
eine Etappe Kreiz Breizh Elites